# Бурі (онук Чагатая)
Бурі — правнук Чингісхана, онук Чагатая, син Мутугена, племінник Байдара. Один з командувачів під час західного походу монголів.
1237 року брав участь у поході на башкир, волзьких булгар і мордву, взимку 1237–1238 років — у першому поході на Русь. На зворотному шляху з Новгородської землі до степу корпус Кадана і Бурі рухався на схід від основних сил, в тому числі вдруге за час походу пройшовши по Рязанській землі. На самому початку травня 1238 року корпус підійшов під Козельськ, що його основні війська сьомий тиждень тримали в облозі, і вони його разом узяли за 3 дні.
Взимку 1239–1240 років Бурі разом з Мунке, Гуюком і Каданом брав участь у 3-місячній облозі міста Мінкас (М.к.с, Ме-це-сі), що закінчилася загальним штурмом протягом декількох днів підряд і розправою з жителями.
Наприкінці західного походу війська Бурі брали участь у взятті Києва. Цілком імовірно, що після поділу монгольських військ на Волині, Бурі, на виконання наказу Угедея (1240 рік), повернувся до Монголії разом з Мунке і Гуюком.